# Streblote regraguii
Espèce
Streblote regraguii est une espèce de lépidoptères (papillons) de la famille des Lasiocampidae.
- Répartition : Maroc.
- Envergure du mâle : 17 mm.
- Période de vol : de décembre à mars.
- Plantes-hôtes : Argania spinosa.

## Source
- P.C. Rougeot, P. Viette, Guide des papillons nocturnes d'Europe et d'Afrique du Nord, Delachaux et Niestlé, Lausanne 1978.